# Gesine Agena

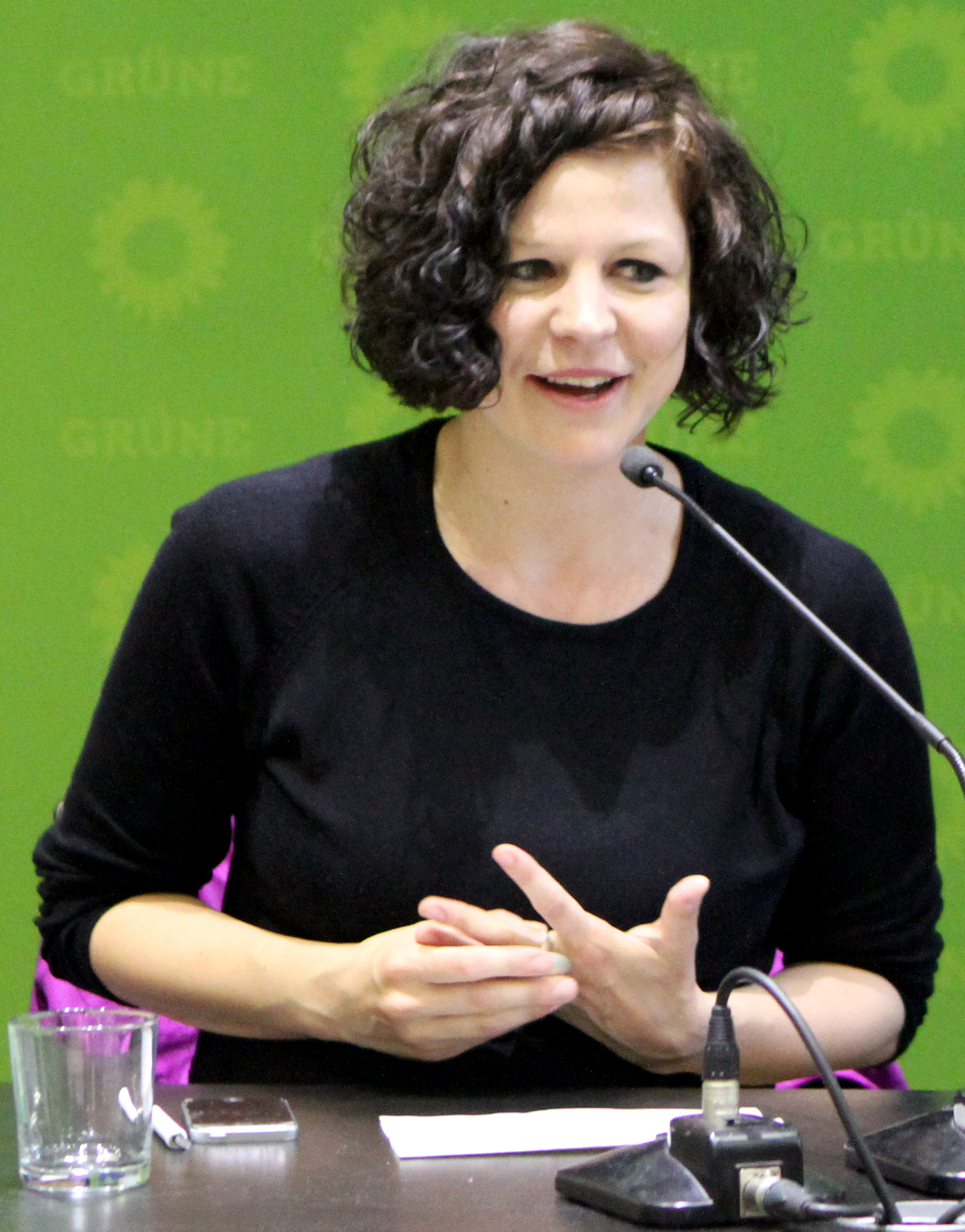
Gesine Agena (2018)

Gesine Agena (* 17. Juli 1987 in Norden) ist eine deutsche Politikerin. Von 2013 bis 2019 war sie frauenpolitische Sprecherin von Bündnis 90/Die Grünen sowie Mitglied im Bundesvorstand, 2018 bis 2019 als stellvertretende Vorsitzende. Sie war bis 2011 Sprecherin der Grünen Jugend, der Jugendorganisation von Bündnis 90/Die Grünen und 2012–2013 im Bundesparteirat der Grünen.

## Leben
Gesine Agena wuchs auf einem Bioland-Bauernhof auf. Ihre Mutter ist Lehrerin. Agena lebte während der Schulzeit ein Jahr in Barcelona. Nach ihrem Abitur im Jahr 2007 absolvierte sie Praktika in der Bundesgeschäftsstelle der Grünen Jugend und bei Thilo Hoppe im Deutschen Bundestag. Sie studierte seit Oktober 2008 Politikwissenschaft und Soziologie an der Universität Potsdam. Im Sommer 2012 schloss sie ihr Bachelor-Studium, 2015 dann das Master-Studium in Politikwissenschaft an der Universität Potsdam ab.
Im Januar 2018 wurde sie Mutter einer Tochter.

## Politik

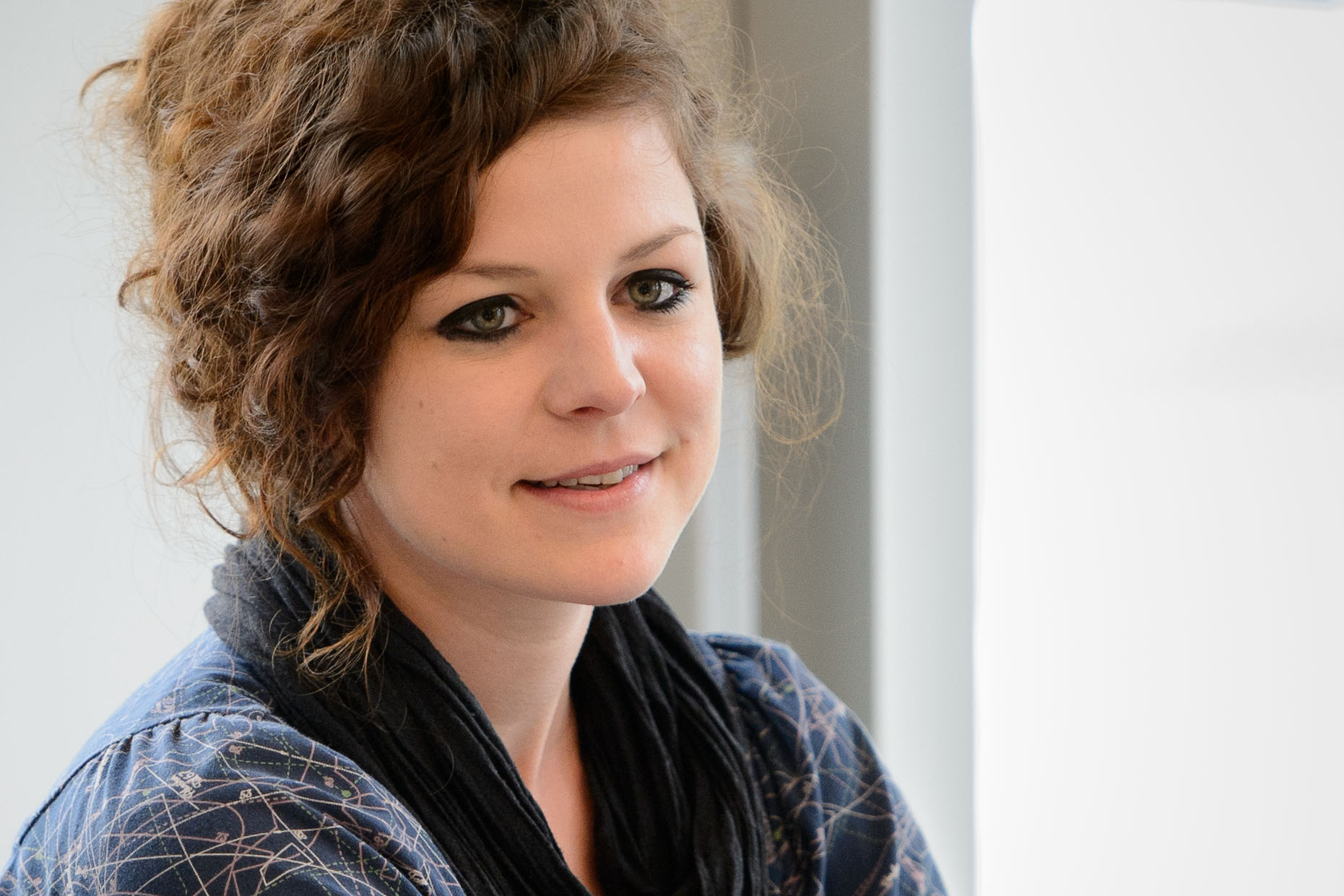
Gesine Agena (2014)

Seit September 2005 war Agena Mitglied der Grünen Jugend. Im Oktober 2008 wurde sie als Beisitzerin in den Bundesvorstand der Grünen Jugend gewählt. Am 18. Oktober 2009 setzte sie sich auf dem Bundeskongress der Grünen Jugend in Weimar gegen Sophia Reintke (bis dahin ebenfalls Beisitzerin des Bundesverbandes) durch. Am 23. Oktober 2010 wurde sie mit 83 % der Stimmen im Amt bestätigt. 2011 trat sie aufgrund der Amtszeitbeschränkung der Satzung nicht erneut an. Ihre Nachfolgerin im Amt wurde Sina Doughan. Ihre Schwerpunkte als Grüne Jugend Sprecherin – neben Atompolitik – Klimapolitik, das Eintreten für „radikale ökologische Inhalte“, Frauenpolitik und Geschlechtergerechtigkeit. Darüber hinaus beschäftigt sie sich intensiv mit Bildungspolitik, „BürgerInnenrechten“ und setzt sich für ein Grundeinkommen ein.
Auf dem Sonderparteitag der Grünen zu einer möglichen Zustimmung der Partei zum Atomausstieg von CDU/CSU und FDP im Jahr 2011 vertrat sie eine oppositionelle Meinung gegenüber der Parteiführung. Über die Rede von Gesine Agena auf dem Sonderparteitag wurde mehrfach berichtet.
Agena gehört dem linken Flügel der Partei an und ist Mitglied im Koordinierungsteam von „Grün.links.denken“.
Innerhalb ihrer Partei initiierte Agena 2012 einen Aufruf für die Quotierung grüner Spitzenkandidaten zur Bundestagswahl 2013, den sie mit anderen weiblichen Parteimitgliedern verfasste. Aus Sicht der Grünen Partei verfasste Agena Anfang 2013 einen Beitrag zur #aufschrei-Debatte, in dem sie sich gegen Sexismus in der Politik wandte.
2012 wurde sie in den Geschäftsführenden Ausschuss (vergleichbar mit dem Kreisvorstand) des Kreisverbands Bündnis 90/Die Grünen Berlin-Friedrichshain-Kreuzberg gewählt.
Im November 2012 wurde Agena in den Parteirat der Bundespartei gewählt. Der gesamte Parteirat trat nach der Bundestagswahl 2013 zurück. Am 19. Oktober 2013 wurde Agena in den Bundesvorstand und als frauenpolitische Sprecherin von Bündnis 90/Die Grünen gewählt. Sie wurde zweimal vom Bundesparteitag wiedergewählt. In ihrer Zeit im Bundesvorstand setzte sie sich vor allem für feministische Themen und den Kampf gegen Rechtsextremismus ein.
Sie gehört der Mitgliederversammlung der Heinrich-Böll-Stiftung an.
Im Jahr 2019 kandidierte Agena nicht erneut für den Bundesvorstand von Bündnis 90/Die Grünen, um sich beruflich neu zu orientieren. Von 2020 bis 2022 arbeitete Gesine Agena in der Amadeu Antonio Stiftung, Anfang 2022 wechselte sie zum Europahaus Aurich in Ostfriesland. 2022 veröffentlichte sie mit zwei taz-Journalistinnen ein Buch über reproduktive Rechte.
Gesine Agena leitete die Grüne innerparteiliche Arbeitsgruppe Vielfalt, die das Statut für eine vielfältige Partei entwickelte. Es wurde auf dem Grünen-Parteitag im November 2020 verabschiedet und in der Partei-Satzung verankert. Es soll dazu beitragen, die Partei vielfältiger zu gestalten und Diskriminierung abzubauen.
Agena ist Gründungsmitglied des Instituts Solidarische Moderne.